# Jerald Ericksen
Jerald LaVerne Ericksen (Portland, 20 de dezembro de 1924 - Florence, 11 de junho de 2021) foi um matemático, professor e engenheiro estadunidense.
Recebeu a Medalha Timoshenko de 1979.

## Morte
Ericksen morreu na cidade Florence, no interior de Oregon, aos 96 anos.

## Obras
- Introduction to the thermodynamics of Solids, Springer Verlag 1991, 1998
- Mechanics and mathematics of crystals - Selected Papers of Jerald L. Ericksen, Ed. Millard F. Beatty, Michael A. Hayes, World Scientific 2005
- Editor com Constantine Dafermos, David Kinderlehrer: Amorphous Polymers and Non-Newtonian Fluids, Springer Verlag 1987
- Editor com David Kinderlehrer: Theory and application of liquid crystals, Springer Verlag 1987
- Editor: Homogenization and effective moduli of materials and media, Springer Verlag 1986
- Apêndice: Tensor Fields em Siegfried Flügge (Ed.) Encyclopedia of Physics/Handbuch der Physik, Band III/1 Principles of Classical Mechanics and Field Theory, Springer Verlag 1960